# Det Kongelige Danske Kunstakademis Skoler for Arkitektur, Design og Konservering - Konservatorskolen
Det Kongelige Danske Kunstakademis Skoler for Arkitektur, Design og Konservering – Konservatorskolen (indtil 2011 Kunstakademiets Konservatorskole) eller blot Konservatorskolen er en forsknings- og uddannelsesinstitution under Det Kongelige Danske Kunstakademis Skoler for Arkitektur, Design og Konservering, der som den eneste i Danmark uddanner konservatorer. 
Skolen blev oprettet i 1973, i 1976 fik skolen tildelt lokalerne på Esplanaden 34 i København. Skolen sorterede under Kulturministeriet indtil efteråret 2011, hvor den overførtes til  Uddannelses- og Forskningsministeriet.
Der udbydes fire forskellige bacheloruddannelser – grafik, kulturhistorie, kunst, naturhistorie. Tidligere blev også udbudt en bachelor i monumentalkunst, denne er nu nedlagt, og kunstbacheloren omfatter nu monumentalkunst. En kandidat fra skolen betegnes cand.scient.cons. Der udbydes desuden en treårig forskeruddannelse (ph.d.), ligesom skolen også har efteruddannelseskurser. 
Specielt for skolen er at den enkelte bachelorlinje kun har optag hvert 4. år. Gruppevis er der optag på kunst- og naturhistoriebacheloren ét år, og grafik- og kulturhistoriebacheloren 2 år efter. Dette går på skift med optag på skolen hvert andet år.  